# 鈴木美生
鈴木 美生（すずき みお、1985年2月26日 - ）は、日本のグラビアアイドル、女優。東京都出身。

## 経歴・人物
- 2005年、ミスマガジン2005にてミス週刊少年マガジンに選出[1]。
- 芸能人女子フットサルチーム『ミスマガジンフットサル』チームに所属していた。ちなみに背番号は5。
- 2006年、「LOVEHOTELS」にてスクリーンデビュー。翌2007年、「机のなかみ」にてヒロイン・望役に抜擢される。

## 主な出演

### テレビ番組
- ブルブルアンタッチャブル（ABC）
- チャンネル北野 浅草出版（CS フジテレビ721）
- K-1 BATTLE SCRAMBLE（CS SAMURAI TV）
- 天使らんまん（MBS）
- だ～れだ!! ~京都バーチャル旅気分~（京都チャンネル）

### ラジオ
- 「nemu RING RING」（J-WAVE）

### 映画
- 水霊 ミズチ（2006年、監督：山本清史、配給：トルネード・フィルム）- 矢沢弘美 役（DVD特典「水霊縁起録」にも登場）
- パイルドライバー（2006年、監督：石川均、配給：トルネード・フィルム）- 藤森唯子 役
- LOVEHOTELS『SKIN』（2006年、監督：村松亮太郎、配給：ArtPort）- マキ 役
- 机のなかみ（2006年、監督：吉田恵輔、配給：アムモ）- ヒロイン・望月望 役

### テレビCM
- 神戸製鋼 ショベル篇

## リリース作品

### 写真集
- ミスマガジン2005 THE BIKINI SPECIAL!（2006年3月、講談社、撮影：木村晴、井ノ元浩二）ISBN 978-4063646603・・・共演：中村優、加藤理恵、北乃きい、小林ユリ、時東ぁみ

### DVD
- ミスマガジン2005（2005年、バップ）
- HAPPY MAKER（2006年、ターンテーブル）